# Ковтун, Григорий Иванович
Григорий Иванович Ковтун (25 сентября 1922, Змиёвский район — 28 марта 1944, Николаев) — Герой Советского Союза, участник «десанта Ольшанского», радист взвода связи 384-го отдельного батальона морской пехоты Одесской военно-морской базы Черноморского флота, старший матрос.
Родился 25 сентября 1922 года в селе Черёмушное, ныне посёлок Змиёвского района Харьковской области Украины. Украинец. Окончил 7 классов Зидьковской средней школы и школу фабрично-заводского ученичества при Харьковском паровозостроительном заводе (завод имени В. А. Малышева). Работал строгальщиком на этом же предприятии.
В Военно-Морском Флоте с августа 1941 года. В школе учебного отряда Черноморского флота получил специальность радиста. На фронте в Великую Отечественную войну с августа 1942 года. В составе морской пехоты участвовал в обороне Новороссийска.
В апреле 1943 года старший матрос Ковтун был направлен в сформированный 384-й отдельный батальон морской пехоты Черноморского флота.
Осенью 1943 года участвовал в десантных операциях в города Азовского побережья: Таганрог, Мариуполь, Осипенко (ныне Бердянск). За отличие в этих боях был награждён орденом Красной Звезды. Затем были бои на Кинбурнской косе, освобождение посёлков Херсонской области Александровка, Богоявленское (ныне Октябрьский) и Широкая Балка.

## Подвиг
Во второй половине марта 1944 года войска 28-й армии начали бои по освобождению города Николаева. Чтобы облегчить фронтальный удар наступающих, было решено высадить в порт Николаев десант. Из состава 384-го отдельного батальона морской пехоты выделили группу десантников под командованием старшего лейтенанта Константина Ольшанского. В неё вошли 55 моряков, 2 связиста из штаба армии и 10 сапёров. Проводником пошёл местный рыбак Андреев. В качестве радистов отряда были отобраны матросы Лютый и Ковтун.
Двое суток отряд вёл кровопролитные бои, отбил 18 ожесточённых атак противника, уничтожив при этом до 700 солдат и офицеров врага. Во время последней атаки фашисты применили танки-огнемёты и отравляющие вещества. Но ничто не смогло сломить сопротивление десантников, принудить их сложить оружие. Они с честью выполнили боевую задачу.
28 марта 1944 года советские войска освободили Николаев. Когда наступающие ворвались в порт, им предстала картина происшедшего здесь побоища: разрушенные снарядами обгорелые здания, более 700 трупов фашистских солдат и офицеров валялись кругом, смрадно чадило пожарище. Из развалин конторы порта вышло 6 уцелевших, едва державшихся на ногах десантников, ещё 2-х отправили в госпиталь. В развалинах конторы нашли ещё четверых живых десантников (одним из них был старший матрос Ковтун). От тяжёлых ранений и отравления газами, он умер на руках советских воинов, спешащих доставить его в госпиталь. Пали все офицеры, все старшины, сержанты и многие краснофлотцы. Погиб и старший матрос Г. И. Ковтун.
Похоронен в братской могиле в городе Николаев в сквере 68-ми десантников.

## Память
Весть об их подвиге разнеслась по всей армии, по всей стране. Верховный Главнокомандующий приказал всех участников десанта представить к званию Героя Советского Союза.
Указом Президиума Верховного Совета СССР от 20 апреля 1945 года за образцовое выполнение боевых заданий командования на фронте борьбы с немецкими захватчиками и проявленные при этом отвагу и геройство старшему матросу Ковтуну Григорию Ивановичу было присвоено звание Героя Советского Союза (посмертно).
Награждён орденами Ленина, Красной Звезды.
Их именем названа улица города Николаева, открыт Народный музей боевой славы моряков-десантников. В Николаеве в сквере имени 68-ми десантников установлен памятник. В посёлке Октябрьском на берегу Бугского лимана, откуда уходили на задание десантники, установлена мемориальная гранитная глыба с памятной надписью.
На заводе имени В. А. Малышева в Харькове установлены памятник и мемориальная доска. В Харькове и посёлке городского типа Зидьки Змиевского района Харьковской области именем Григория Ковтуна названы улицы, а в харьковской школе № 122 создан музей памяти Героя. Имя Героя носят Зидьковская школа и траулер-рыбозавод. В посёлке Зидьки установлен бюст Г. И. Ковтуна. В посёлке Черемушное в 1967 году силами завода им. Малышева был построен кирпичный дом для матери героя, на котором размещена памятная табличка.